# 北德平原

北德平原

北德平原（德語：Norddeutsches Tiefland）又称中欧平原，指的是中歐地勢平坦的區域，橫跨荷蘭、德国與波兰北部以及丹麥。北临波罗的海和北海，南接中欧山地，西起莱茵河口，东至波兰东部；东西长约1000公里，南北宽约200－500公里，总面积約30万平方公里。在欧洲它仅次于东欧平原，略大于西欧平原，在歐亞大陸中排名第五。

## 气候
平原气候温和，1月均温-4~-1℃，7月18℃。年降水量500－800毫米；平原由西向东降水逐渐减少，气温年较差逐渐变大。地面平坦，地势南高北低，东高西低，海拔介于50～100米之间西部有些地区在海平面以下。

## 地质
平原内河网纵横，且有较长结冰期，多湖泊、沼泽與丘陵。农牧业发达，农产品以黑麦、甜菜为主，畜牧业发达。但土壤并不肥沃，多沙砾与碎石，因为波德平原地貌与第四纪冰川作用紧密相关。而由于玉木冰川只出现在易北河以东地区，因此以易北河为界东西两部分的地貌特征有明显的差异。西部冰碛地貌并不显著，为起伏和缓的低平原，由沿海向内陆大致可分为低地带、砂质平原带。东部地区冰碛地貌保存较好，由沿海向内陆大致可分为砂丘带、底碛平原带、终碛丘陵带、冰水平原带和黄土带。
德国和波兰人口密集，但人口自然增长率极低，甚至出现负增长。